# Hottentotta nigrimontanus
Espèce
Hottentotta nigrimontanus est une espèce de scorpions de la famille des Buthidae.

## Distribution
Cette espèce est endémique du Somaliland en Somalie. Elle se rencontre entre Erigavo et Maid.

## Description
Le mâle holotype mesure 47,65 mm et la femelle paratype 64,28 mm.

## Étymologie
Son nom d'espèce lui a été donné en référence au lieu de sa découverte, les Cal Madow.

## Publication originale
- Kovařík & Lowe, 2020  : « Scorpions of the Horn of Africa (Arachnida: Scorpiones). Part XXVI. Records of Hottentotta polystictus (Pocock, 1896), with descriptions of H. haudensis sp. n. and H. nigrimontanus sp. n. (Buthidae) from Somaliland. » Euscorpius, no 330, p. 1-28 (texte intégral).